# Cyrus North
Pour les articles homonymes, voir North.
Cyrus North est un vidéaste web français né le 2 août 1990 à Clamart. Il est connu pour son travail de vulgarisation de la philosophie sur YouTube.

## Biographie
Originaire d'une famille iranienne, Cyrus North naît le 2 août 1990 à Clamart. Il fait une classe préparatoire économique et commerciale au lycée La Bruyère à Versailles de 2008 à 2010. En 2010, il rejoint la Bordeaux Management School et en devient le président du bureau des élèves. C'est lors d'un stage dans une agence de communication bordelaise qu'il rencontre son co-auteur et ami Tom Aguilar, en juillet 2011. En juillet 2013, pendant un stage chez Ubisoft, il décide de lancer sa chaîne YouTube de philosophie. Comme le rappelle Le Figaro Étudiant, « Cyrus n’a pas fait d’études de philosophie ».
À partir d'avril 2015, Cyrus North présente le Rewind, émission quotidienne du site 20 minutes, qui traite de l'actualité internet en vidéos. Il prend ainsi la suite de Julien Ménielle, Samuel Robbé et Cyprien. Le 21 décembre 2016, il tient une conférence TEDx à Valenciennes, « Comment l'art est affecté par les nouvelles technologies ? »[pertinence contestée].
En août 2016, il collabore avec Google Arts & Culture[source secondaire nécessaire] et publie sur leur chaîne une vidéo nommée « Can we protect ART from destruction? » dans laquelle il aborde le sujet des nouvelles technologies qui aident à conserver, observer et partager l'art.
Le 17 février 2017, il lance la chaîne YouTube « Quelle histoire Cyrus ! » en partenariat avec France TV Éducation. Le but est de décrypter l'actualité en vidéos, au travers du prisme de l'histoire et de la philosophie, pour les plus jeunes.
Après plusieurs retours de son public qui se sert de sa chaîne pour réviser la philosophie pendant l'année du bac,, Cyrus North décide d'ouvrir une nouvelle chaîne YouTube le 26 mai 2017, en collaboration avec son co-auteur, Tom Aguilar. Chaque semaine, ils y publient des vidéos qui condensent en 5 minutes des cours de niveau brevet au niveau bac pour aider les intéressés à réviser pour leurs examens. Toutes les vidéos sont écrites avec des professeurs spécialisés dans les matières abordées.
En juillet 2018, Cyrus North et Tom Aguilar lancent leur podcast, « Le meilleur podcast », dans lequel chaque jeudi, avec deux invités, ils débattent pour déterminer ce qui fait office de « meilleur » dans une catégorie, comme le meilleur album de rap français ou la meilleure cuisine du monde.
En octobre 2024, Cyrus North lance un nouveau podcast, ZINZIN.

## Chaîne YouTube
Poussé par l'envie de créer une chaîne YouTube qui parle de philosophie, Cyrus North sort sa première vidéo le 18 juillet 2013 avec le premier épisode de son premier format, « Le Coup de Phil ». L'idée est pour lui de faire des vidéos dans le style de Norman en utilisant le ton décalé au service de la vulgarisation. Il veut expliquer des choses compliquées, de façon simple. Ce premier épisode parle de l'Allégorie de la caverne de Platon, et est le premier d'une série de 30 Coup de Phil.
Le 18 septembre 2016, il sort la vidéo « 21 jours au Népal », dans laquelle il parle de son voyage au Népal et notamment à Katmandou, où il a passé 10 jours dans un centre de méditation. Dans cette vidéo, il évoque le projet d'un ingénieur népalais, Madindra Aryal : "Nepal's Light", un système de charge solaire destiné à aider les victimes du séisme de 2015 qui ont un accès réduit à l'électricité. Madindra lance une campagne Indigogo dans le but de collecter assez d'argent pour pouvoir fabriquer et distribuer 5 000 panneaux et grâce au partage de la cagnotte dans la vidéo de Cyrus North, elle remplit 101 % de son objectif le 7 octobre 2016 en obtenant 11 262 dollars de donations[source secondaire nécessaire].
Le 16 octobre 2016, Cyrus North lance un nouveau format, « T'imagines si », des vidéos dans lesquelles il débat avec un ou plusieurs invités autour d'une question préalablement posée à sa communauté. La première à sortir est « T'imagines si on avait tous le même sexe ? » avec Léo Grasset de la chaîne Dirtybiology. De ce format est tiré par la suite le jeu de société T'imagines si, sorti le 18 octobre 2017, co-écrit avec Tom Aguilar[source secondaire nécessaire].
Le 26 mai 2017, il lance une deuxième chaîne YouTube appelée “l’Antisèche” qui propose du soutien scolaire à travers des vidéos résumant des notions de cours ou des méthodes. Il est aidé par des professeurs pour traiter de certaines matières[source secondaire nécessaire].
En juin 2017, il fait une collaboration avec le musée du Louvre de laquelle naissent deux vidéos, « La femme au Louvre » publiée sur la chaine du musée du Louvre, ainsi que « 5 œuvres inachevées au Louvre », postée sur la chaîne de Cyrus North[source secondaire nécessaire].
Le même mois, il co-écrit la vidéo « Le Rap Philo », publiée sur la chaîne du YouTubeur et musicien PV Nova, dans laquelle ils synthétisent le programme de philosophie du bac, en chanson. La vidéo totalise plus de 2,5 millions de vues (août 2018). Face à ce succès, et n'ayant pas pu parler de tout le programme, ils sortent une suite, « Le Rap Philo 2 », l'année suivante, juste avant les épreuves du bac puis un troisième épisode avant le baccalauréat de 2019[source secondaire souhaitée].

## Publication
- Le Code : Les outils essentiels pour vivre libre et serein, Paris, Albin Michel, 18 octobre 2023, 197 p. (ISBN 978-2-226-46646-4)